# Saint-Jammes
Pour les articles homonymes, voir Jammes et Saint James.
Saint-Jammes (en béarnais Sent-Jacme ou Sén-Yàmmẹ) est une commune française située dans le département des Pyrénées-Atlantiques, en région Nouvelle-Aquitaine.

## Géographie

### Localisation
La commune de Saint-Jammes se trouve dans le département des Pyrénées-Atlantiques, en région Nouvelle-Aquitaine.
Elle se situe à 15 km par la route de Pau, préfecture du département, et à 2,1 km de Morlaàs, bureau centralisateur du canton du Pays de Morlaàs et du Montanérès dont dépend la commune depuis 2015 pour les élections départementales.
La commune fait en outre partie du bassin de vie de Pau.
Les communes les plus proches sont : 
Morlaàs (1,8 km), Higuères-Souye (2,5 km), Maucor (2,8 km), Gabaston (3,4 km), Serres-Morlaàs (3,5 km), Bernadets (3,8 km), Ouillon (4,5 km), Buros (4,9 km).
Sur le plan historique et culturel, Saint-Jammes fait partie de la province du Béarn, qui fut également un État et qui présente une unité historique et culturelle à laquelle s’oppose une diversité frappante de paysages au relief tourmenté.

### Communes limitrophes
Les communes limitrophes sont  Bernadets, Gabaston, Higuères-Souye, Maucor et Morlaàs.
| Bernadets | Higuères-Souye |          |
| Maucor    | Saint-Jammes   | Gabaston |
|           | Morlaàs        |          |

### Hydrographie

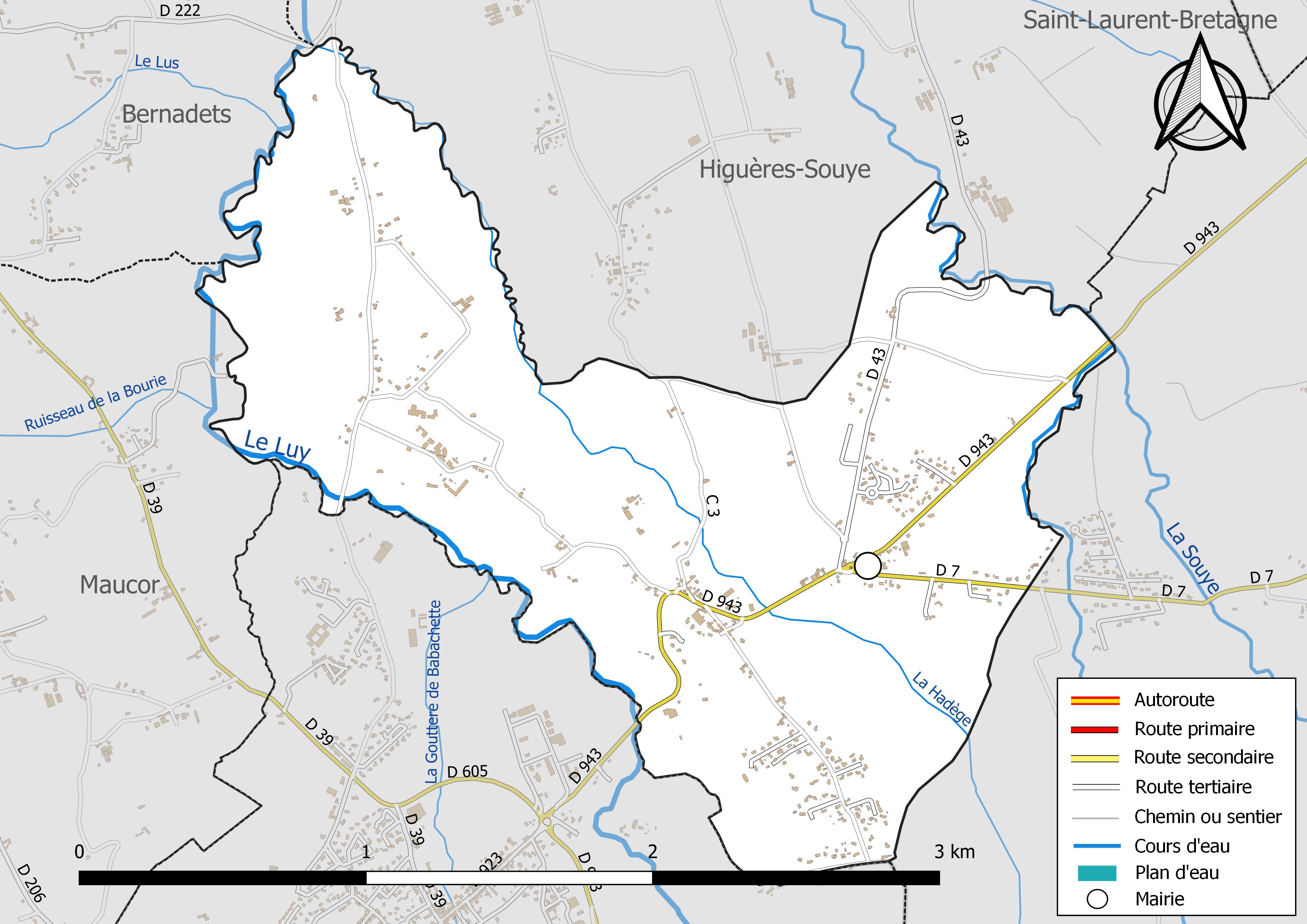
Réseaux hydrographique et routier de Saint-Jammes.

La commune est drainée par le Luy, la Souye, le Biarré, la Hadège, et par un petit cours d'eau, constituant un réseau hydrographique de 6 km de longueur totale,.
Le Luy, d'une longueur totale de 154,5 km, prend sa source dans la commune d'Espoey et s'écoule d'est en ouest. Il traverse la commune et se jette dans l'Adour à Rivière-Saas-et-Gourby, après avoir traversé 65 communes.
La Souye, d'une longueur totale de 24,7 km, prend sa source dans la commune d'Espoey et s'écoule du sud-est vers le nord-ouest. Elle traverse la commune et se jette dans le Luy à Barinque, après avoir traversé 8 communes.
Le Biarré, d'une longueur totale de 10,9 km, prend sa source dans la commune de Limendous et s'écoule du sud-est vers le nord-ouest. Il traverse la commune et se jette dans la Souye à Gabaston, après avoir traversé 6 communes.

### Climat
Pour des articles plus généraux, voir Climat de la Nouvelle-Aquitaine et Climat des Pyrénées-Atlantiques.
Historiquement, la commune est exposée à un climat de montagne.  
En 2020, Météo-France publie une typologie des climats de la France métropolitaine dans laquelle la commune est toujours exposée à un climat de montagne et est dans la région climatique Pyrénées atlantiques, caractérisée par une pluviométrie élevée (>1 200 mm/an) en toutes saisons, des hivers très doux (7,5 °C en plaine) et des vents faibles.
Pour la période 1971-2000, la température annuelle moyenne est de 12,5 °C, avec une amplitude thermique annuelle de 14,2 °C. Le cumul annuel moyen de précipitations est de 1 151 mm, avec 11,6 jours de précipitations en janvier et 8,4 jours en juillet. Pour la période 1991-2020, la température moyenne annuelle observée sur la station météorologique la plus proche, située sur la commune d'Uzein à 16 km à vol d'oiseau, est de 13,7 °C et le cumul annuel moyen de précipitations est de 1 093,8 mm,. Pour l'avenir, les paramètres climatiques de la commune estimés pour 2050 selon différents scénarios d’émission de gaz à effet de serre sont consultables sur un site dédié publié par Météo-France en novembre 2022.

### Milieux naturels et biodiversité
Aucun espace naturel présentant un intérêt patrimonial n'est recensé sur la commune dans l'inventaire national du patrimoine naturel,,.

#### Jardin botanique
Depuis 1995, un botaniste local (Jacques Urban), a commencé la construction du Jardin botanique des Pyrénées occidentales avec pour spécificité l'étude de la flore de l'ouest des Pyrénées (Haut-Aragon, Pays basque, Béarn et Bigorre) mais aussi la conservation et la germination des graines.
Sur le plan scientifique, ce jardin appartient à l'Association des Jardins Botaniques de France et des Pays Francophones (JBF) et travaille notamment avec le C.S.I.C de Jaca (Espagne, Province de Huesca).
Il conserve un herbier de plus de 10 000 échantillons de graines d'espèces botaniques dûment identifiées, numérisées et pesées.
Ce jardin n'est pas ouvert aux visites du public ; en revanche, son extension sur l'agglomération paloise, précisément dans la ville de Billère, permet au grand public de découvrir un échantillon de la biodiversité végétale avec pour fil conducteur les zones de montagne du globe.
L'inauguration a eu lieu le 30 juin 2012 et tous les acteurs de ce projet s'accordent pour y voir les prémices d'un patrimoine culturel végétal en Béarn.
En février 2019, le conseil municipal a procédé, à l'entrée Sud du village, sur le CD943, à la plantation d'une centaine d'arbres et arbustes d'espèces de collection, au titre de la création du premier arboretum public du Béarn.

## Urbanisme

### Typologie
Au 1er janvier 2024, Saint-Jammes est catégorisée commune rurale à habitat dispersé, selon la nouvelle grille communale de densité à sept niveaux définie par l'Insee en 2022.
Elle appartient à l'unité urbaine de Pau, une agglomération intra-départementale regroupant 55  communes, dont elle est une commune de la banlieue,,. Par ailleurs la commune fait partie de l'aire d'attraction de Pau, dont elle est une commune de la couronne,. Cette aire, qui regroupe 227 communes, est catégorisée dans les aires de 200 000 à moins de 700 000 habitants,.

### Occupation des sols

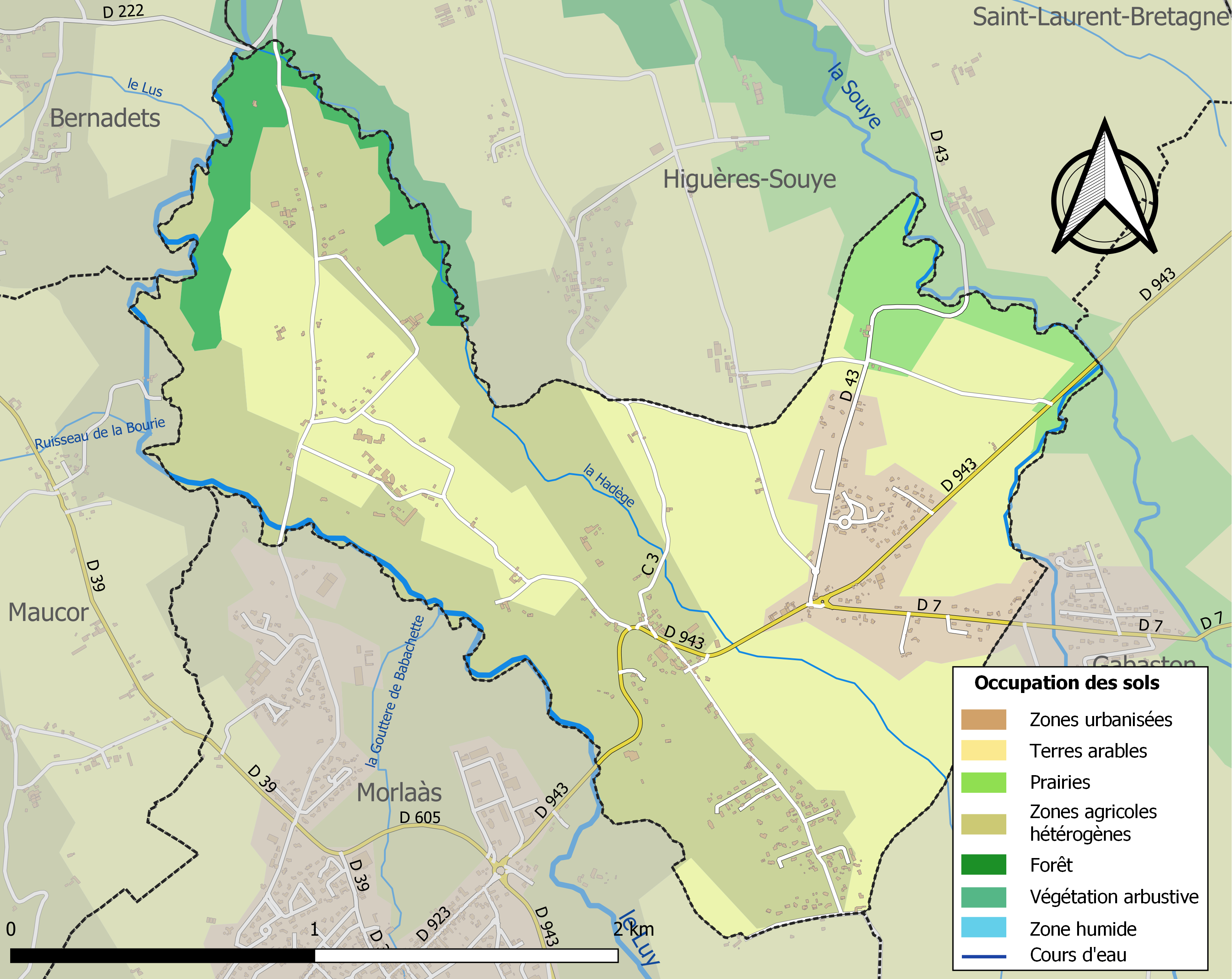
Carte des infrastructures et de l'occupation des sols de la commune en 2018 (CLC).

L'occupation des sols de la commune, telle qu'elle ressort de la base de données européenne d’occupation biophysique des sols Corine Land Cover (CLC), est marquée par l'importance des territoires agricoles (86 % en 2018), en diminution par rapport à 1990 (94,6 %). La répartition détaillée en 2018 est la suivante : 
terres arables (43,2 %), zones agricoles hétérogènes (37,8 %), zones urbanisées (9,1 %), prairies (5,1 %), forêts (4,9 %). L'évolution de l’occupation des sols de la commune et de ses infrastructures peut être observée sur les différentes représentations cartographiques du territoire : la carte de Cassini (XVIIIe siècle), la carte d'état-major (1820-1866) et les cartes ou photos aériennes de l'IGN pour la période actuelle (1950 à aujourd'hui).

### Lieux-dits et hameaux
- Blanche-Neige (à l'ouest) ;
- La Hagède (à l'ouest) ;
- Serre de Lacrouts (à l'est) ;
- Serre Debat.

### Voies de communication et transports
La commune est desservie par les routes départementales 222 et 943.
Elle est reliée par autocar à Pau par la société Citram Pyrénées (sur les lignes Lembeye-Pau, et Sévignacq-Pau).
Des lignes de bus régulières vers Pau sont à 2 km, à Morlaàs avec le réseau Idelis.

### Risques majeurs
Le territoire de la commune de Saint-Jammes est vulnérable à différents aléas naturels : météorologiques (tempête, orage, neige, grand froid, canicule ou sécheresse), inondations et séisme (sismicité modérée). Un site publié par le BRGM permet d'évaluer simplement et rapidement les risques d'un bien localisé soit par son adresse soit par le numéro de sa parcelle.
Certaines parties du territoire communal sont susceptibles d’être affectées par le risque d’inondation par une crue torrentielle ou à montée rapide de cours d'eau, notamment le Luy, la Souye et le Biarré. La commune a été reconnue en état de catastrophe naturelle au titre des dommages causés par les inondations et coulées de boue survenues en 1982, 2009 et 2018,.

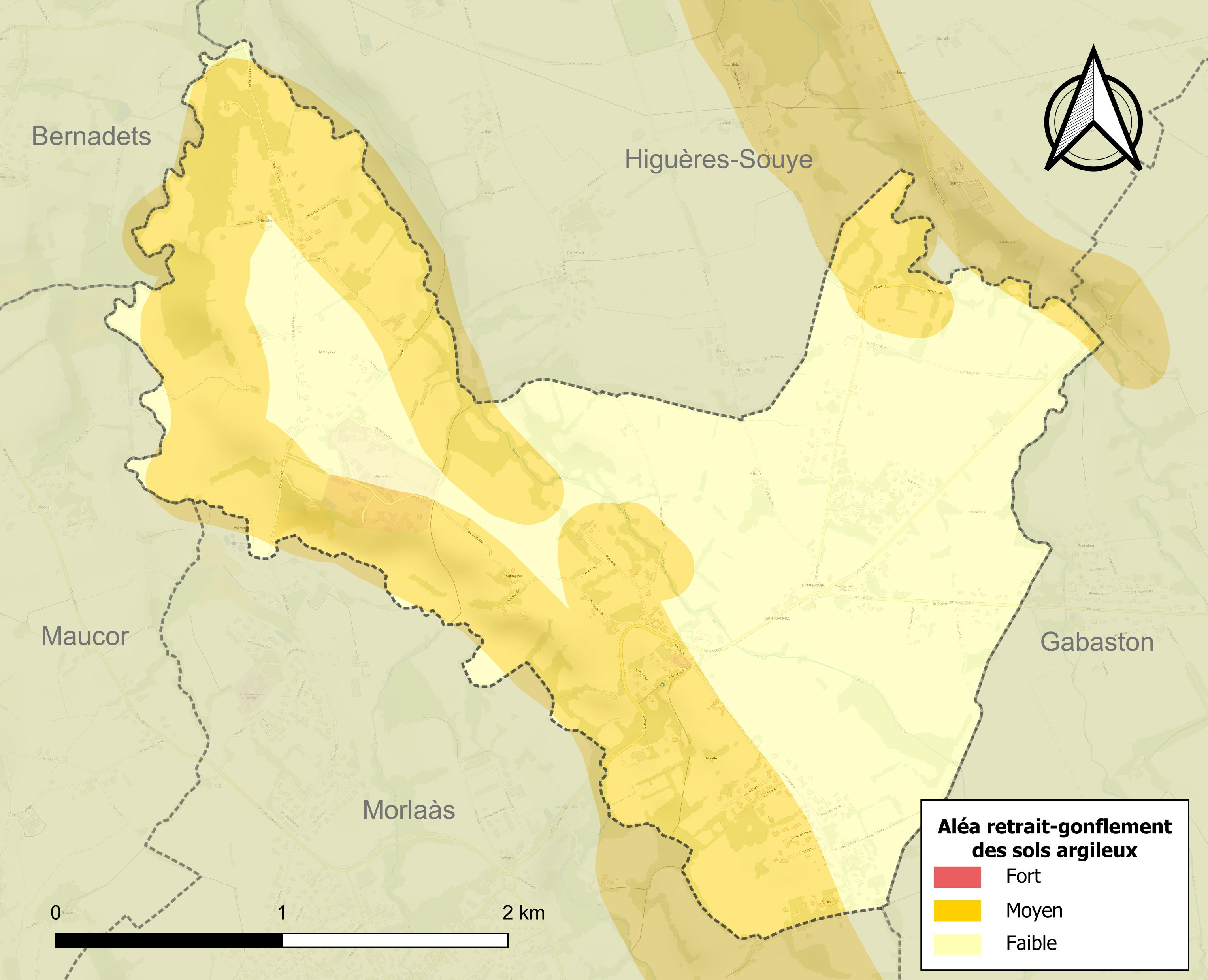
Carte des zones d'aléa retrait-gonflement des sols argileux de Saint-Jammes.

Le retrait-gonflement des sols argileux est susceptible d'engendrer des dommages importants aux bâtiments en cas d’alternance de périodes de sécheresse et de pluie. 47,6 % de la superficie communale est en aléa moyen ou fort (59 % au niveau départemental et 48,5 % au niveau national). Depuis le 1er octobre 2020, en application de la loi ELAN, différentes contraintes s'imposent aux vendeurs, maîtres d'ouvrages ou constructeurs de biens situés dans une zone classée en aléa moyen ou fort,.

## Toponymie
Le toponyme Saint-Jammes apparaît sous les formes Sent-Jacme (1376, montre militaire de Béarn) et Saint-Jayme (1673, réformation de Béarn).
Son nom béarnais est Sent-Jacme ou Sén-Yàmmẹ.
Le toponyme Hagède, village de Saint-Jammes et primitivement une annexe de Morlaàs, est mentionné sous les formes La Fagede et la Fageda (respectivement 1535 et vers 1544, réformation de Béarn), La Hayède et la Hajette (respectivement 1731 et 1763, dénombrement de Higuères) et Lahayede (1801, Bulletin des Lois).

## Histoire
La commune faisait partie de l'archidiaconé de Vic-Bilh, qui dépendait de l'évêché de Lescar et dont Lembeye était le chef-lieu.
Au Moyen Âge, Saint-Jammes n'était qu'un lieu-dit alors formé par le carrefour de 4 routes qui se nomme maintenant la « Patte d'oie ». Ces routes correspondent aujourd'hui à la voie d'Arles, nommée également GR 653.
Le nom actuel provient de l'anglais, qui après traduction de Saint-Jacques en français, fit naître Saint-Jammes.
Lahayède s'est unie à Saint-Jammes avant 1806.

## Politique et administration
| Période                                  | Période  | Identité            | Étiquette | Qualité |
| ---------------------------------------- | -------- | ------------------- | --------- | ------- |
| 1995                                     | 2008     | Yves Dayde          | PS        |         |
| 2008                                     | 2020     | Christian Casteran  |           |         |
| 2020                                     | en cours | Jean-Louis Ducousso |           |         |
| Les données manquantes sont à compléter. |          |                     |           |         |

### Intercommunalité
Saint-Jammes fait partie de trois structures intercommunales :
- la communauté de communes du Nord-Est Béarn ;
- le syndicat d'énergie des Pyrénées-Atlantiques ;
- le syndicat intercommunal d'alimentation en eau potable Luy - Gabas - Lées.

## Population et société

### Démographie
L'évolution du nombre d'habitants est connue à travers les recensements de la population effectués dans la commune depuis 1793. Pour les communes de moins de 10 000 habitants, une enquête de recensement portant sur toute la population est réalisée tous les cinq ans, les populations de référence des années intermédiaires étant quant à elles estimées par interpolation ou extrapolation. Pour la commune, le premier recensement exhaustif entrant dans le cadre du nouveau dispositif a été réalisé en 2007.

En 2022, la commune comptait 634 habitants, en évolution de −0,63 % par rapport à 2016 (Pyrénées-Atlantiques : +3,78 %, France hors Mayotte : +2,11 %).
| 1793 | 1800 | 1806 | 1821 | 1831 | 1836 | 1841 | 1846 | 1851 |
| ---- | ---- | ---- | ---- | ---- | ---- | ---- | ---- | ---- |
| 199  | 194  | 274  | 286  | 274  | 270  | 284  | 259  | 292  |

| 1856 | 1861 | 1866 | 1872 | 1876 | 1881 | 1886 | 1891 | 1896 |
| ---- | ---- | ---- | ---- | ---- | ---- | ---- | ---- | ---- |
| 296  | 265  | 232  | 215  | 200  | 228  | 204  | 198  | 197  |

| 1901 | 1906 | 1911 | 1921 | 1926 | 1931 | 1936 | 1946 | 1954 |
| ---- | ---- | ---- | ---- | ---- | ---- | ---- | ---- | ---- |
| 203  | 186  | 178  | 169  | 163  | 193  | 179  | 157  | 235  |

| 1962 | 1968 | 1975 | 1982 | 1990 | 1999 | 2006 | 2007 | 2012 |
| ---- | ---- | ---- | ---- | ---- | ---- | ---- | ---- | ---- |
| 173  | 173  | 237  | 413  | 522  | 583  | 630  | 636  | 652  |

| 2017 | 2022 | - | - | - | - | - | - | - |
| ---- | ---- | - | - | - | - | - | - | - |
| 628  | 634  | - | - | - | - | - | - | - |

La collecte de 2007 montre une population de 636 personnes avec 48,7 % d'hommes et 51,3 % de femmes. En 1999, le nombre d'habitants était 583 avec 53 % d'hommes et 47 % de femmes.
Saint-Jammes fait partie de l'aire d'attraction de Pau.

## Économie

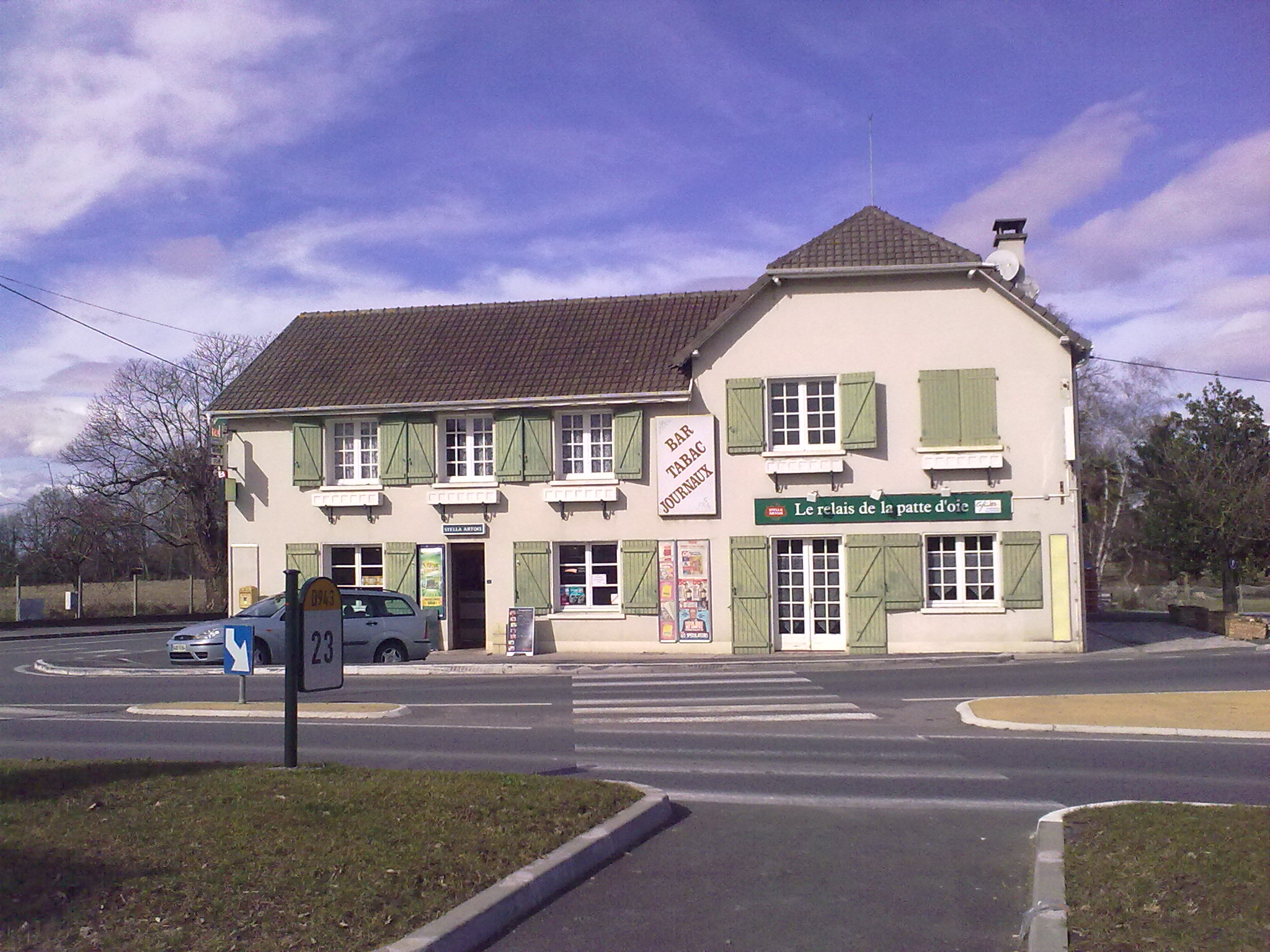
Le bar - tabac.

Une zone artisanale est présente à proximité de l'école publique. Des concessionnaires automobiles y sont implantés avec des garages (Renault et Peugeot). Il y a de nombreux artisans et un bar tabac.
En 2007 le taux de chômage s'élevait à 6,9 % contre 10,1 % en 1999, avec des retraités et des préretraités représentant 14,9 % de la population (11,1 % en 1999) et un taux d'activité de 59,1 % (58,2 en 1999).

## Culture locale et patrimoine

### Patrimoine civil
Saint-Jammes présente un ensemble de maisons et de fermes du XVIIIe siècle.
Le moulin de Lias ou des Pères était répertorié sur la carte de Cassini. Il est aujourd'hui détruit.

### Patrimoine religieux
Saint-Jammes offre la particularité de ne pas avoir d'église.

## Équipements

### Communications
La commune dispose de l'ADSL et du dégroupage téléphonique,.
Une cabine téléphonique est présente à proximité de l'école et de la salle polyvalente.

### Santé
Le Centre d'éducation motrice « Blanche-Neige », quartier La Hagède, s'occupe des infirmes moteurs d'origine cérébrale.

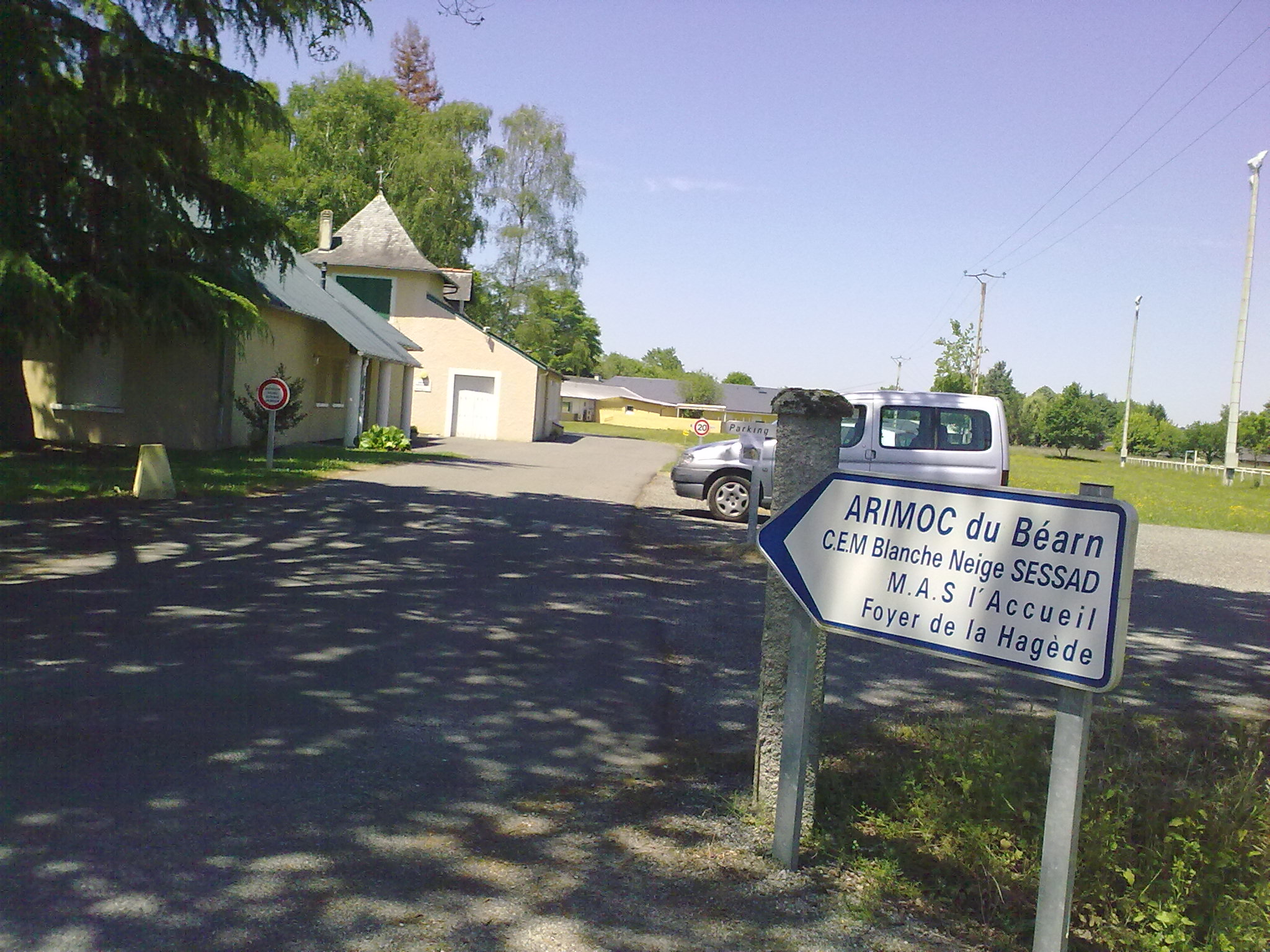
« Blanche-Neige » à Saint-Jammes.

### Sports et équipements sportifs
La commune se situe sur le trajet de la 17e étape du Tour de France 2007 qui a eu lieu le 26 juillet. Le parcours de 188 kilomètres a relié Pau à Castelsarrasin.
Elle dispose d'une salle omnisports (Aimé-Capdeboscq) (travaux en cours : création d'un vestiaire et d'une salle de réunion).
Il y a aussi un terrain de pétanque, un terrain de football éclairé (2 poteaux de 3 puissants projecteurs) ainsi que d'un terrain de tennis.
La commune participe depuis 1990 au Défi sport Aquitaine.

### Enseignement
La commune dispose d'une école primaire publique,.

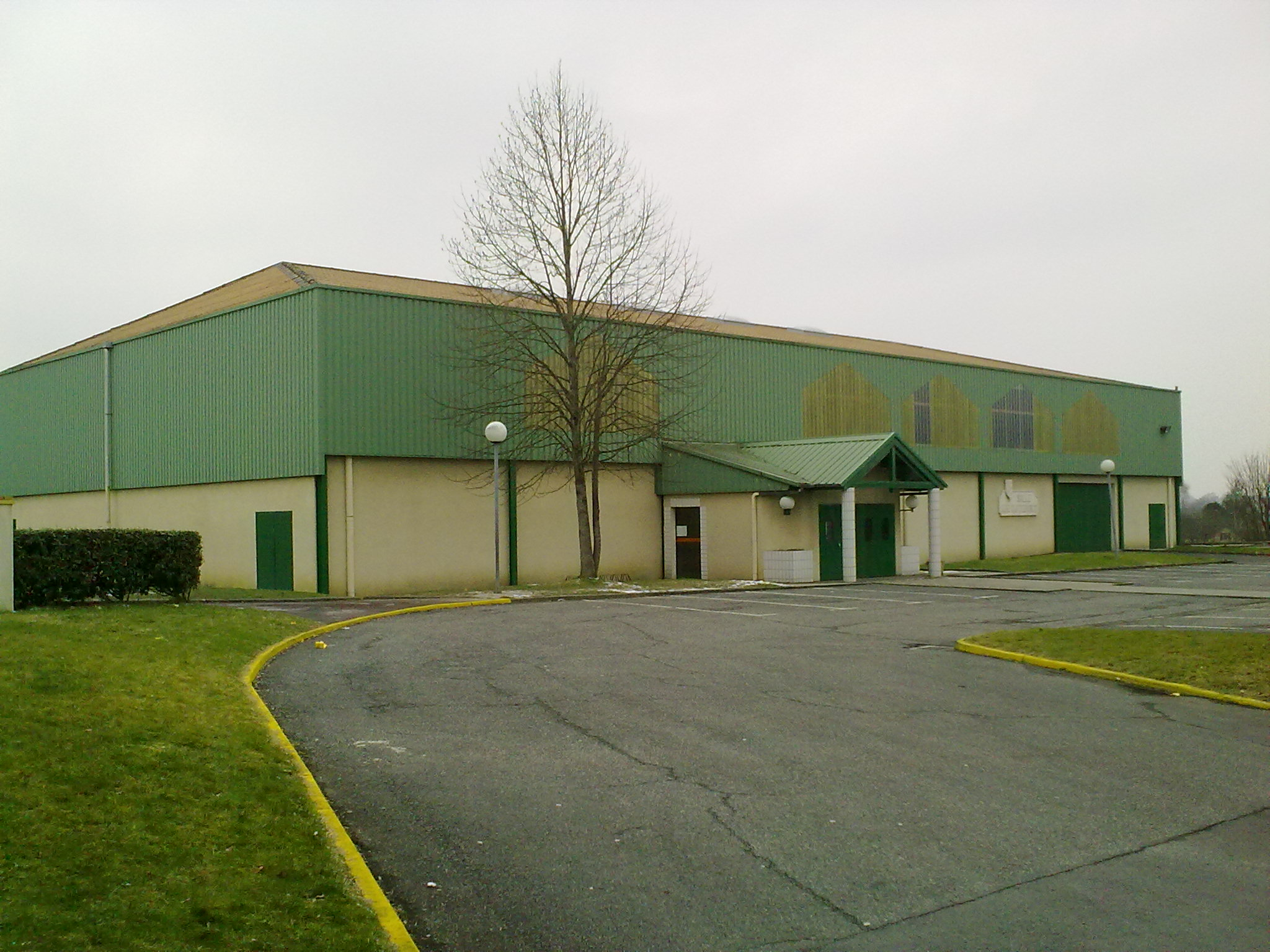
Salle polyvalente.
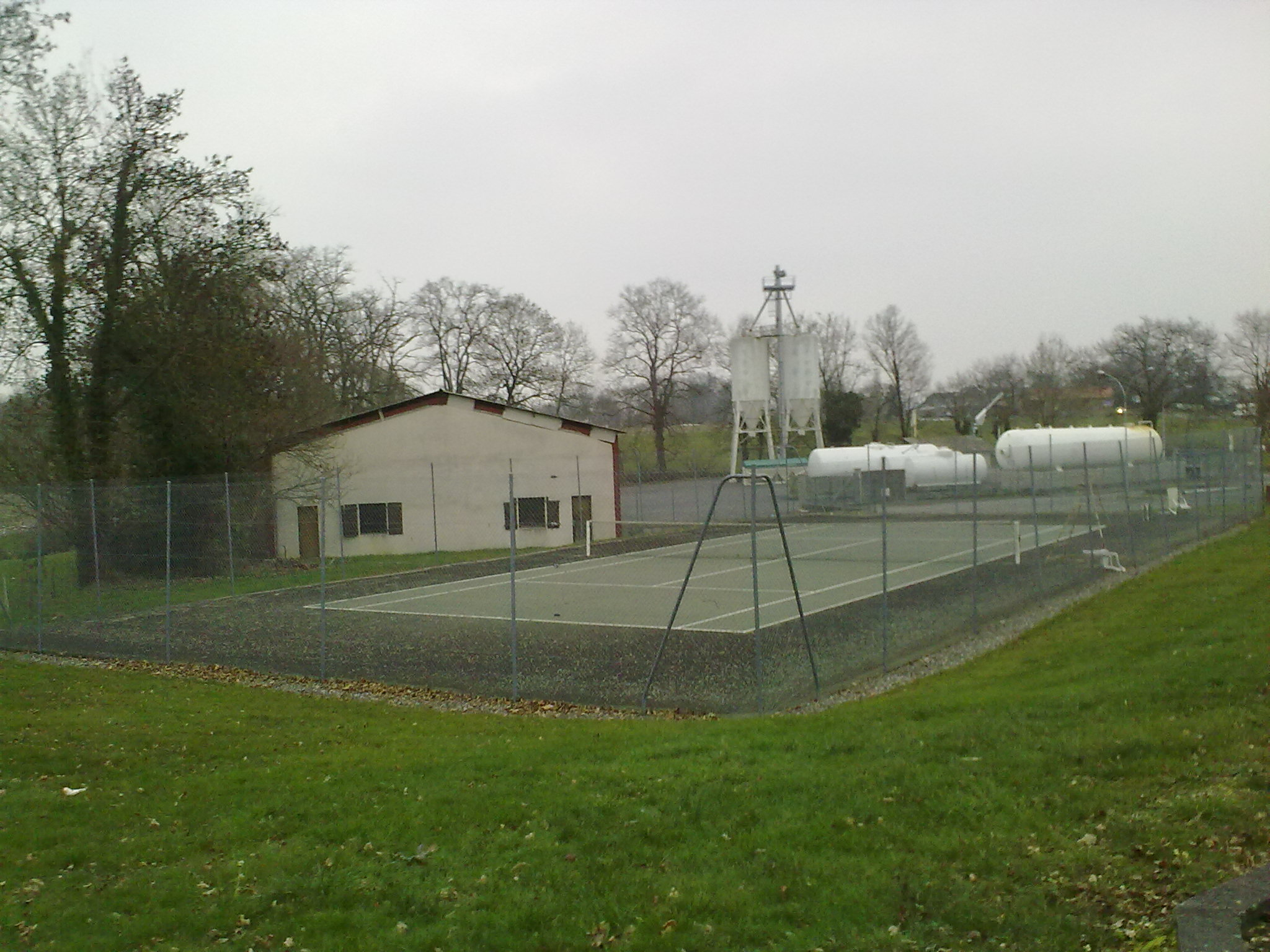
Terrain de tennis.
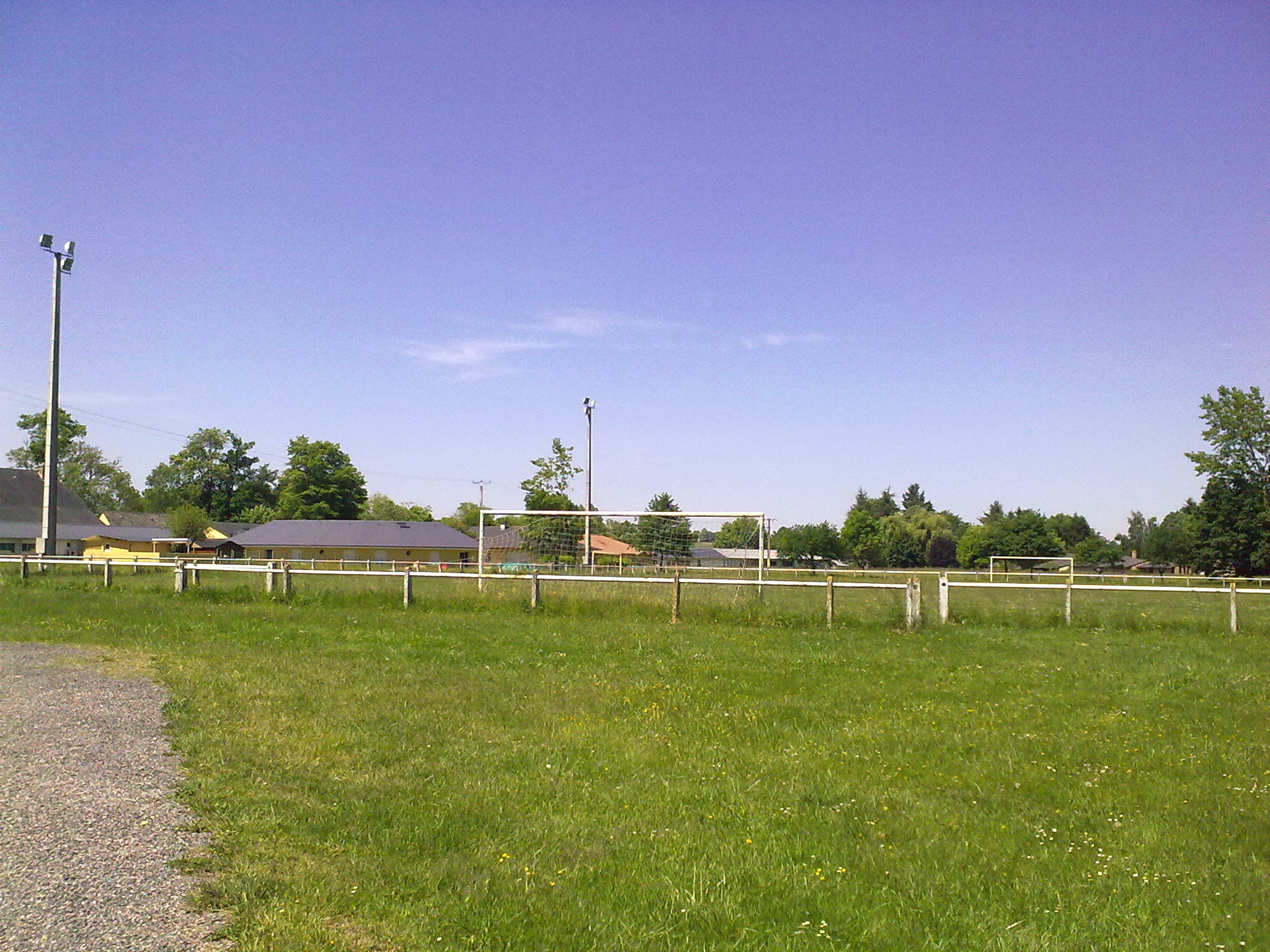
Terrain de football.
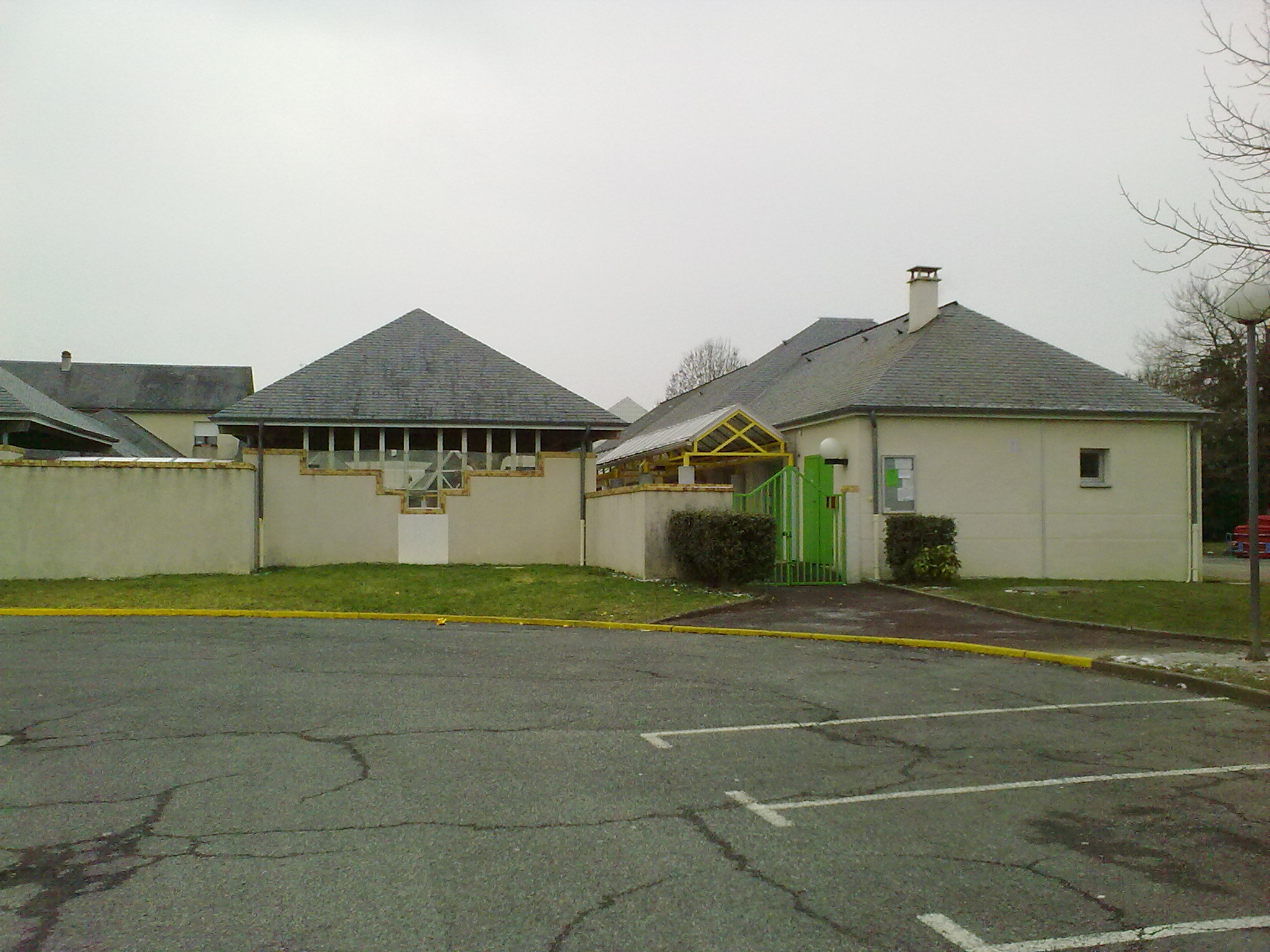
École publique.
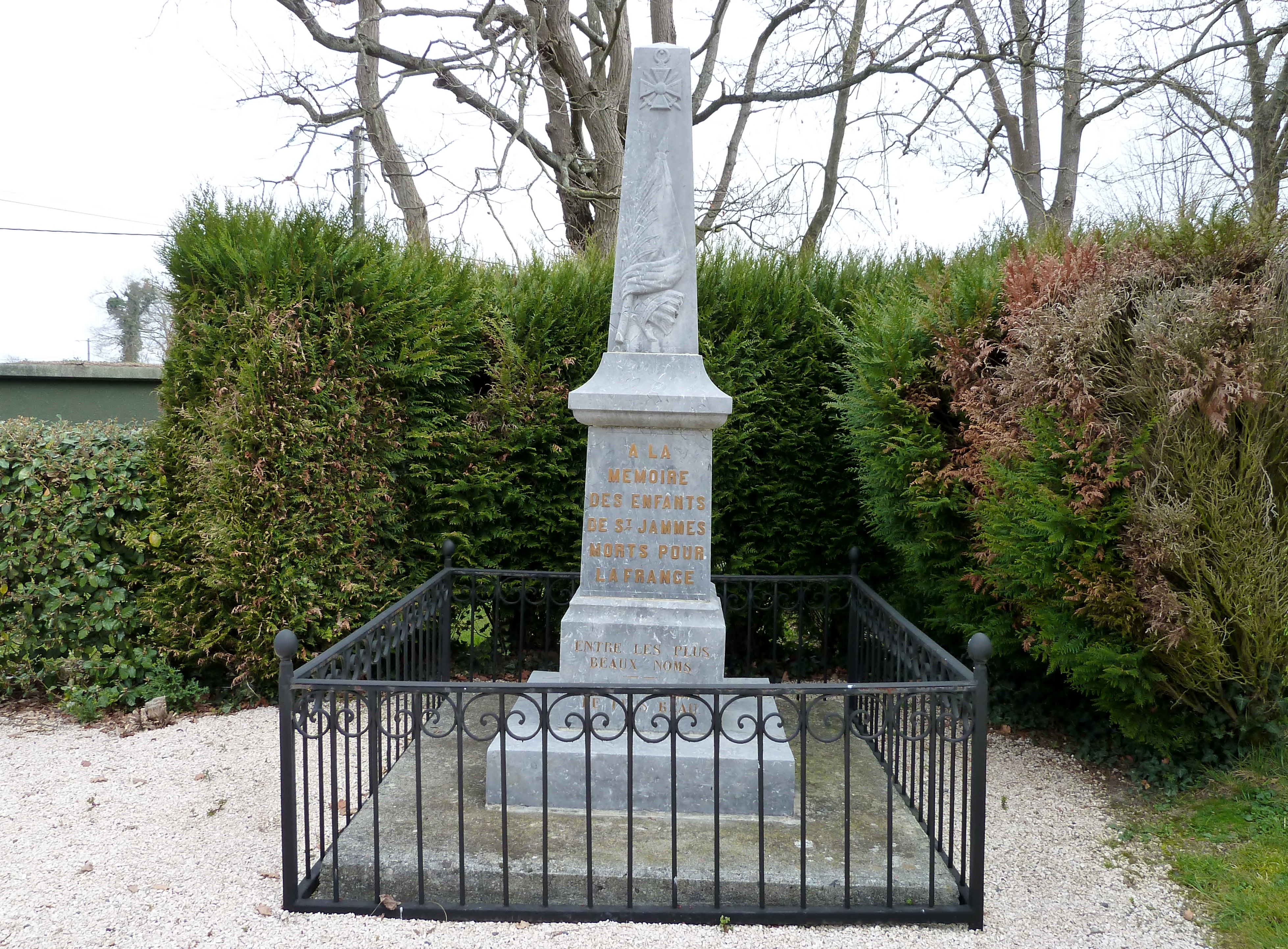
Monument aux morts de Saint-Jammes.